# یوری خارچنکو
یوری خارچنکو (انگلیسی: Yuri Kharchenko؛ زادهٔ ۱۱ اکتبر ۱۹۶۳) لژسوار اهل اتحاد جماهیر شوروی سوسیالیستی است.